# Río Xiang
El río Xiang (en chino: 湘江 o "湘水"; en pinyin: Xiāng Jiāng o Xiāng Shuǐ), también conocido como Xiangjiang y, en antiguas transcripciones, como Siang y Hsiang, es un río del sudeste de la República Popular China. Este río da a la provincia de Hunan su abreviatura china: Xiang.

## Geografía
El río Xiang tiene su origen en las montañas Haiyang en Guangxi. Es el río más largo de la provincia de Hunan y un afluente importante del río Yangtsé. Tiene una longitud de 856 km (650 de ellos en la provincia de Hunan). Se dice que este río comparte sus orígenes con el río Lijiang, ya que ambos se unen en el canal Lingqu: un 70% del agua del canal va hacia el Xiang; y el 30% restante hacia el Lijiang.
El río termina en el lago Dongting, a través del que luego desagua en el Yangtsé. Tiene 2.157 ramificaciones y drena una cuenca de 96.400 km², de los que 85.300 están en Hunan (un 40% de la provincia).
Sus principales afluentes son, en dirección aguas abajo, los siguientes ríos:
- río Lei (耒水), por la derecha, con una longitud de 439 km y una cuenca de 11 905 km²;
- río Xiao  o Xiashui (潇水), por la derecha, con  una longitud de 354 km y una cuenca de 12 099 km²;
- río Zheng (蒸水), por la izquierda, con una longitud de km y una cuenca de km²;
- río Mi (洣水), por la derecha, con una longitud de 296 km y una cuenca de 10 305 km²;
- río Lian o Lianshui (涟水), por la izquierda, con una longitud de 232 km y una cuenca de 7 150km²;
- río  Laodao He (捞刀河), por la derecha, con una longitud de 141 km y una cuenca de 2 543 km²;
- río  Liuyang (浏), por la derecha, con una longitud de 234 km y una cuenca de 4 665  km²;
- río  Weishui He (沩水河), por la izquierda, con una longitud de 144 km y una cuenca de  2 750 km²;

El río atraviesa por muchas localidades y ciudades importantes, siendo las más destacadas: Xing'an, Quanzhou y Dongan, Yongzhou, Qiyang, Hengyang —la segunda ciudad más populosa de Henan, con 879 051 hab. en la ciudad propiamente dicha  en 2003—, Zhuzhou, Xiangtan, Changsha— capital de la provincia de Hunan y con una población urbana de 2.131.620 hab. en el año 2003—, Wangcheng y Xiangyin
El valle irrigado por el río es uno de los que concentra una mayor industria de todo el país. Es, además, rico en yacimientos de manganeso y cinc. El delta del río es una importante zona del cultivo del arroz.
La mayor parte del curso del río Xiang es navegable y ha servido de  conexión entre norte y sur durante siglos. 

## Leyenda
Según la tradición, el río está protegido por dos diosas: Ehuang (娥皇) y Nüying (女英).
Eran las esposas del místico Shun. Incapaces de soportar el dolor por la muerte de su esposo, se suicidaron en el río Xiang. Las orillas del río están llenas de bambú, conocido como «el bambú de las consortes». Según la leyenda, este bambú son las lágrimas vertidas por las dos mujeres.
Durante el periodo de los Reinos Combatientes, los chu adoraron a estas dos diosas. 

## Historia
En la historia reciente de China, el río Xiang tiene una relevancia especial debido a la batalla del río Xiang, en 1934, que enfrentó al Ejército Rojo del Partido Comunista de China con el ejército de la República de China en las fases iniciales de la Larga Marcha.
- Datos: Q831884
- Multimedia: Xiang River / Q831884